# Gerbillus hesperinus
Il gerbillo marocchino (Gerbillus hesperinus  Cabrera, 1936) è un roditore della famiglia dei Muridi diffuso in Marocco.

## Descrizione

### Dimensioni
Roditore di piccole dimensioni, con la lunghezza della testa e del corpo tra 90 e 114 mm, la lunghezza della coda tra 98 e 120 mm, la lunghezza del piede tra 20 e 28 mm, la lunghezza delle orecchie tra 13 e 19 mm.

### Aspetto
La pelliccia è lunga e soffice. Le parti dorsali sono bruno-giallastre con la base dei peli grigia, i fianchi sono bruno-rossicci mentre le parti ventrali, il mento, la gola e gli arti sono bianchi. La linea di demarcazione lungo i fianchi è netta. La coda è poco più lunga della testa e del corpo, è bruno-rossiccia sopra, bianca sotto e termina con un leggero ciuffo di lunghi peli. Il cariotipo è 2n=58 FN=76.

## Biologia

### Comportamento
È una specie terricola.

## Distribuzione e habitat
Questa specie è conosciuta soltanto nelle vicinanze di Essaouira, nella parte centro-occidentale del Marocco.
Vive in ambienti sabbiosi vicino alle coste.

## Conservazione
La IUCN Red List, considerato che il suo areale è limitato a due località di dune sabbiose entrambe minacciate dall'attività umana, particolarmente dalla costruzione di complessi turistici, classifica G.hesperinus come specie in pericolo (EN).